# Arnes
|  | Aquest article tracta sobre el municipi. Si cerqueu lepidòpters amb larves que ataquen teixits naturals, vegeu «Arna (insecte)». |

Arnes és una vila i municipi de la comarca de la Terra Alta, limítrof amb l'Aragó. Situada a l'extrem sud de la comarca, la vila es troba sobre un petit turó a 508 m d'altura que domina el riu Algars. El terme municipal de 42,53 km², per la banda sud s'endinsa en el massís dels Ports de Tortosa-Beseit, mentre que la banda nord, més plana, està dominada pels rius Algars i dels Estrets.
Després d'una època de depressió i despoblament, comuna a tota la comarca, en els darrers anys el poble ha desenvolupat amb força l'oferta de turisme rural i excursionisme, gràcies a la seva situació propera al Parc Natural dels Ports. De fet, 2.730,40 hectàrees del terme d'Arnes formen part del Parc Natural dels Ports.
Sembla que el lloc ocupat per Arnes fou inicialment una alqueria sarraïna i posteriorment va ser conquerit per Alfons el Cast qui aviat cedí el lloc a la comanda templera d'Horta perquè tingués cura de repoblar-lo. Un cop abolit l'orde del Temple, l'any 1318, Arnes passà a ser senyorejat pels hospitalers, de la castellania d'Amposta on romangué fins a la desamortització de Madoz, vers el 1855.
Un dels punts d'interès del poble és l'edifici de l'ajuntament, una de les construccions civils més importants del Renaixement català, construït el 1584 per Joan Vilabona de Queretes, on destaquen el gran porxo de la planta baixa i les finestres de la planta noble. En els darrers anys s'han recuperat les restes de l'absis de l'antiga església gòtica, que es poden observar al costat de l'actual, construïda al segle xviii.
L'any 1992 va ser declarat com a Conjunt Històric per la Generalitat de Catalunya.

## Geografia
- Llista de topònims d'Arnes: muntanyes, serres, collades, indrets, rius, fonts, cases, masies, esglésies…).

## Demografia
| 1497 f | 1515 f | 1553 f | 1717 | 1787 | 1857  | 1877  | 1887  | 1900  | 1910  |
| ------ | ------ | ------ | ---- | ---- | ----- | ----- | ----- | ----- | ----- |
| 69     | 84     | 98     | 417  | -    | 1.194 | 1.353 | 1.409 | 1.280 | 1.441 |

| 1920  | 1930  | 1940  | 1950  | 1960 | 1970 | 1981 | 1990 | 1992 | 1994 |
| ----- | ----- | ----- | ----- | ---- | ---- | ---- | ---- | ---- | ---- |
| 1.520 | 1.305 | 1.160 | 1.067 | 800  | 652  | 559  | 546  | 525  | 525  |

| 1996 | 1998 | 2000 | 2002 | 2004 | 2006 | 2008 | 2010 | 2012 | 2014 |
| ---- | ---- | ---- | ---- | ---- | ---- | ---- | ---- | ---- | ---- |
| 535  | 511  | 517  | 498  | 511  | 510  | 497  | 505  | 492  | 474  |

| 2016 | 2018 | 2020 | 2022 | 2024 | 2026 | 2028 | 2030 | 2032 | 2034 |
| ---- | ---- | ---- | ---- | ---- | ---- | ---- | ---- | ---- | ---- |
| 472  | 466  | 444  | 448  | 463  | -    | -    | -    | -    | -    |

## Política

### Resultats d'eleccions autonòmiques
| Candidatura | Candidatura   | Cap de llista          | Vots | Regidors | % vots |
| ----------- | ------------- | ---------------------- | ---- | -------- | ------ |
|             | CiU           | Artur Mas              | 217  |          | 63,82  |
|             | ERC           | Oriol Junqueras        | 88   |          | 25,88  |
|             | PPC           | Alicia Sánchez-Camacho | 11   |          | 3,23   |
|             | CUP           | David Fernández        | 7    |          | 2,05   |
|             | ICV-EUiA      | Joan Herrera           | 4    |          | 1,17   |
|             | PSC           | Pere Navarro           | 2    |          | 0,58   |
|             | C's           | Albert Rivera          | 1    |          | 0,29   |
|             | Vots en blanc |                        | 7    |          | 2,01   |
|             | Altres        |                        | 1    |          | 1,18   |
| Total       | Total         | 348                    | 348  |          | 81,31  |

### Eleccions municipals
Llista d'alcaldes i nombre de regidors per partit
| Junts                                          | -  | - | - | - | - | - | - | - | - | - | 4  | 5 |
| PSC                                            | -  | - | - | 1 | - | - | - | - | - | - | -  | - |
| ERC                                            | 4  | 7 | 4 | 3 | 3 | - | - | 2 | 2 | 2 | 2  | 2 |
| CiU                                            | -  | - | 3 | 3 | 4 | 7 | 7 | 5 | 5 | 5 | -  | - |
| Altres                                         | 3a | - | - | - | - | - | - | - | - | - | 1b | - |
| Total                                          | 7  | 7 | 7 | 7 | 7 | 7 | 7 | 7 | 7 | 7 | 7  | 7 |
| a Centristes de Catalunya - UCD; b Convergents |    |   |   |   |   |   |   |   |   |   |    |   |

## Llocs d'interès

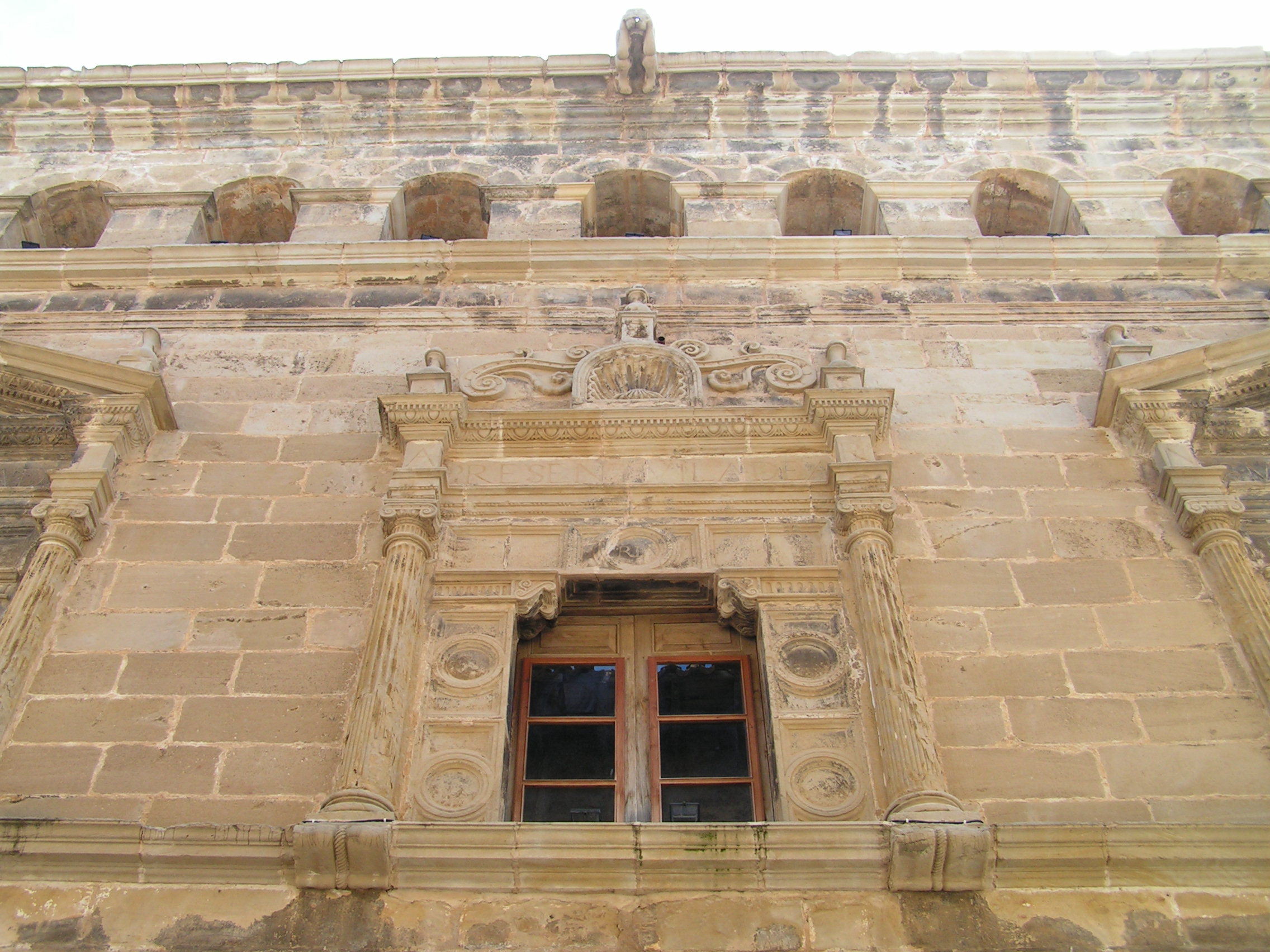
Detall de la façana de l'ajuntament

- Ajuntament d'Arnes. Edifici del renaixement construït el 1584 per Joan Vilabona.[4]
- Església de Santa Magdalena
- Nucli històric d'Arnes
- Lo Pimpoll
- Lo Pi Ramut
- Roques del Duc